# Discestra oaklandiae
Discestra oaklandiae là một loài bướm đêm trong họ Noctuidae.